# Fernando Prestes (ort)
Fernando Prestes är en ort i Brasilien.   Den ligger i kommunen Fernando Prestes och delstaten São Paulo, i den sydöstra delen av landet, 600 km söder om huvudstaden Brasília. Fernando Prestes ligger 546 meter över havet och antalet invånare är 5 534.
Terrängen runt Fernando Prestes är platt. Närmaste större samhälle är Monte Alto, 19,5 km öster om Fernando Prestes.
Trakten runt Fernando Prestes består till största delen av jordbruksmark. Runt Fernando Prestes är det ganska glesbefolkat, med 38 invånare per kvadratkilometer.